# Мишел Пфайфър
Мишел Мари Пфайфър (на английски: Michelle Marie Pfeiffer, прибл. произн. „Файфър“) е американска актриса, продуцентка и бизнес дама. Ролите ѝ в различни филмови жанрове печелят редица признания и отличия, сред които една награда „Златен глобус“ (1990 г.), наградата на Британската академия за филмово изкуство (1990 г.) и „Сребърна мечка“ за най-добра актриса (1993 г.) на Берлиналето. Номинирана е шест пъти за наградата „Златен Глобус“, три пъти за наградата „Оскар“ (1989, 1990 и 1993 г.) и един път за „Еми“ (2017 г.).
Актьорската ѝ кариера стартира през 1978 г. Получава първата си главна роля в музикалния филм „Брилянтин 2“ (1982). Разочарована от това, че получава само роли на типична красавица, актрисата активно преследва по-сериозни участия. Тя прави своя пробив като гангстерската приятелка Елвира Ханкок в криминалния филм „Белязаният“ (1983). По-нататъшен успех постига с главните роли във фентъзи филма „Жената ястреб“ (1985) и „Вещиците от Истуик“ (1987), и криминалната комедия „Омъжена за мафията“ (1988). Ролите ѝ в „Опасни връзки“ (1988) и „Знаменитите Бейкър бойс“ (1989) получават две поредни номинации за „Оскар“, съответно за най-добра поддържаща актриса и за най-добра актриса; ролята на певицата Сюзи Даймънд във втория от двата филма е една от най-аплодираните в кариерата ѝ.
Следват ролите на Жената-котка (Селина Кайл) във филма за супергерои на Тим Бъртън „Батман се завръща“ (1992). Същата година идва и третата номинация на Пфайфър за „Оскар“ за ролята ѝ на разстроена домакиня в „Поле на любовта" (1992). Тя продължава да печели похвали за изпълненията си в драмите „Невинни години“ (1993) и „Белият олеандър“ (2002), и за филмите на ужасите „Вълк“ (1994) и „Потайно минало“ (2000). През това време тя продуцира и поредица филми чрез продуцентската си компания Via Rosa Productions. През 1996 г. участва във филма „Поверително и лично“, който проследява истинската история на Джесика Савич – новинарка, която през 1970-те г. става първата жена – водеща на тв новини в Америка.
След прекъсване на актьорската си кариера през 2002 г. Пфайфър се завръща с музикалния филм „Лак за коса“ (2007), в който си партнира с Джон Траволта, и с фентъзи филма „Звезден прах“ (2007) с Робърт де Ниро и Питър О'Туул. От 2008 г. се снима в няколко филма, сред които „Лично“ заедно с Аштън Кътчър, и „Шери“ (2009), в който играе ролята на съблазнителка, влюбена в два пъти по-млад от нея мъж. Във филма ѝ партнират носителката на „Оскар“ Кати Бейтс и британският актьор Рупърт Френд, а негов режисьор е Стивън Фриърс. През 2012 г. участва във филма „Тъмни сенки“, в който си партнира с Джони Деп. Актрисата получава първата си номинация за наградата „Еми“ за ролята на Рут Мейдоф в телевизионния филм на HBO „Магьосникът на лъжите“ (2017), продължава ролите си във филма „Убийство в Ориент Експрес“ (2017) и дебютира във филмовия свят на Марвел Комикс в образа на Осата в „Ант-Мен и Осата“ (2018).

## Ранни години
Мишел Мари Пфайфър е родена в Санта Ана, Калифорния, САЩ на 29 април 1958 г. като второто от четирите деца на Ричард Пфайфър (1933 – 1998) – доставчик на климатици и Дона Джийн Таверна (1932 – 2018) – домакиня. Мишел има един по-голям брат Рик (роден през 1955 г.) и две по-малки сестри: Дороти Даян „Диди“ Пфайфър (родена през 1964 г., телевизионна и филмова актриса) и Лори Пфайфър (родена през 1965 г. и омъжена за Джуд Лоу от 1993 г.). И двамата ѝ родители са от Северна Дакота. Нейният дядо по бащина линия е от немски произход, а баба ѝ по бащина линия е от английски, уелски, френски, ирландски и холандски произход. Дядо ѝ по майчина линия е от швейцарско-немски произход, а баба ѝ по майчина линия е от шведски произход. Семейството се премества в Мидуей Сити – друга общност на окръг Ориндж на около 11 км от мястото, където Пфайфър прекарва първите си няколко години.
Пфайфър посещава гимназия „Фаунтън Вали“ в град Фаунтън Вали, Калифорния, която завършва през 1976 г. През 1974 г. работи като касиерка в супермаркет Вонс в Южна Калифорния. В продължение на една година посещава колежа „Голдън Уест“ в Хънтингтън Бийч, Калифорния, където е член на общността „Алфа Делта Пи“. След кратко обучение за съдебна стенографка решава да се заеме с актьорска кариера. Печели конкурса за красота на окръг Ориндж през 1978 г. и участва в конкурса за Мис Калифорния същата година, завършвайки на шесто място. След участието си в тези конкурси тя се сдобива с актьорски агент и започва да ходи на телевизионни и филмови прослушвания.

## Кариера

### Края на 70-те и 80-те години
Първата ѝ работа като изпълнителка е в ролята на Алиса от Алиса в страната на чудесата (1951) в Дисниленд на Електрическия парад на главната улица в средата на 70-те години.
Пфайфър прави своя актьорски дебют през 1978 г. в един от епизодите на фентъзи телевизионния сериал Fantasy Island на телевизия Ей Би Си. Следват участия в други телевизионни сериали като ситкомът Delta House, криминалният CHiPs, екшън комедийният Enos и полицейският екшън сериал B.A.D. Cats (за когото взима уроци по карате от Майк Стоун, с когото има връзка няколко месеца).
Актрисата преминава към филми с телевизионния филм „Самотният мъж“ (The Solitary Man) (1979), последван от игралния филм „Холивудски рицари“ (The Hollywood Knights) (1980), където си партнира с Тони Данца в ролята на влюбени гимназисти. Впоследствие играе поддържащи роли във филмите „Отново влюбени“ (Falling in Love Again) (1980) със Сузана Йорк и „Чарли Чан и проклятието на Кралицата на драконите“ (Charlie Chan and the Curse of the Dragon Queen) (1981), като нито един от тях не е успешен. Появява се е в телевизионна реклама за сапун Lux. Взима уроци по актьорско майсторство в театралната школа Beverly Hills Playhouse в Бевърли Хилс, Калифорния, преди да се появи в три телевизионни филма от 1981 г. – Callie & Son с Линдзи Уагнър, „Изоставените деца“ (The Children Nobody Wanted) и „Великолепие в тревата“ (Splendor in the Grass).
Актрисата получава първата си голяма филмова роля като главна женска роля в „Брилянтин 2“ (Grease 2) (1982) – продължение на хитовия музикален филм „Брилянтин“ (1978). С няколкото си телевизионни роли и малките си киноучастия 23-годишна Пфайфър е неизвестна актриса на кастинга за ролята, но според режисьорката Патриша Бърч я печели, защото „има куриозно качество, което не очакваш". Филмът се оказва провал за зрители и критици, но вестник „Ню Йорк Таймс“ отбелязва: „Макар че е относително нова на екрана, госпожица Пфайфър успява да изглежда много по-непринудена и удобно от всички останали в актьорския състав.“ Въпреки че успява да избегне разрушителната критика, нейният агент по-късно признава, че връзката ѝ с филма означава, че „тя не може да си намери работа. Никой не искаше да я наеме." За ранните си екранни роли актрисата заявява: „Трябваше да се науча как да действам ... Междувременно играех мацка и печелех пари с външния си вид“.
След като гледа „Брилянтин 2“ режисьорът Брайън Де Палма отказва да прослуша Пфайфър за криминалния филм „Белязаният“ (Scarface) (1983), но отстъпва по настояване на продуцента на филма Мартин Брегман. Актрисата получава ролята на пристрастена към кокаина гангстерска съпруга на име Елвира Ханкок. Критиците считат филма за прекалено изпълнен с насилие, но той се превръща в комерсиален успех и става култов в следващите години. Пфайфър получава положителни отзиви: Ричард Корлис от сп. „Тайм“ пише, че „по-голямата част от големия актьорски състав е добър, но Мишел Пфайфър е още по-добра...", а Доминик Дън в статията си за сп. Vanity Fair, озаглавена „Руса амбиция“, пише: „тя е на ръба да се превърне в звезда. На езика на индустрията тя е секси.“.
След „Белязаният“ Пфайфър играе в ролите на Даяна в комедията на Джон Ландис „В нощта“ (Into the Night) (1985) заедно с Джеф Голдблум, на Изабо д’Анджу във фентъзи филма на Ричард Донър „Жената ястреб“ (Ladyhawke) (1985) заедно с Рютгер Хауер и Матю Бродерик, на Фейт Хили във филма на Алън Алда „Сладка свобода“ (Sweet Liberty) (1986) с Майкъл Кейн и на Бренда Ландърс в част от научнофантастичната пародия на филма от 1950 г. „Амазонки на Луната“ (Amazon Women on the Moon) (1987). Тези роли, макар че се радват на скромен търговски успех, ѝ помагат да се наложи като актриса. Най-накрая тя постига голям касов хит с ролята си на Сюки Риджмънт във „Вещиците от Истуик" (The Witches of Eastwick) – филмова адаптация на романа на Джон Ъпдайк с Джак Никълсън, Шер и Сюзън Сарандън. Филмът печели над 63,7 млн. щатски долара в САЩ, равняващи се на 143,5 млн. през 2019 г. След като похвалва комедийния елемент, Роджър Ебърт пише, че Пфайфър и нейните съ-звезди „се забавляват вкусно с ролите си“, а филмовият критик на в. „Лос Анджелис Таймс“ Шийла Бенсън заявява, че Пфайфър превръща героинята си в „топъл и неустоим характер.“
В контраст с нейния обичаен типаж Пфайфър е избрана за роля на вдовица на убит мафиот в мафиотската комедия на Джонатан Деми „Омъжена за мафията“ (Married to the Mob) (1988), където си партнира с Матю Модин, Дийн Стокуел и Мерцедес Рюл. За ролята на Анджела де Марко тя носи перука на къдрава брюнетка и говори с бруклински акцент. Актрисата получава първата си номинация за наградата „Златен глобус“ за най-добра актриса във филмов мюзикъл или комедия, стартирайки 6-годишна поредица от подобни номинации за същата награда. След това играе шикозната ресторантьорка Джо Ан Валенари в „Текила на разсъмване“ (Tequila Sunrise) (1988), където си партнира с Мел Гибсън и Кърт Ръсел. Пфайфър има творчески и лични контрасти с режисьора Робърт Таун, който по-късно я определя като „най-трудната“ актриса, с която е работил някога.
По лична препоръка на режисьора Джонатан Деми Пфайфър се присъединява към актьорския състав на драмата „Опасни връзки“ (Dangerous Liaisions) (1988) на режисьора Стивън Фриърс заедно с Глен Клоуз и Джон Малкович. В него тя играе мадам Мари дьо Турвел – добродетелна жертва на съблазняване. Изпълнението ѝ печели широкото признание: Хал Хинсън от в. „Вашингтон Поуст“ вижда ролята ѝ като „най-малко очевидната, но и най-трудната. Нищо не е по-трудно от това да се играе добродетелта, а Пфайфър е достатъчно умна, за да не опита. Вместо това тя я въплъщава. Нейната красива порцеланова кожа е голямо предимство в това отношение и начинът, по който тя е използвана, изглежда като аспект на нейната духовност." Тя печели наградата на Британската академия за филмово и телевизионно изкуство за най-добра актриса в поддържаща роля и получава номинация за Оскар за най-добра поддържаща женска роля.
След това Пфайфър играе ролята на Сюзи Даймънд – кораво бивше момиче на повикване, превърнало се в певица, в „Знаменитите Бейкър бойс“ (The Fabulous Baker Boys) (1989), където си партнира с Джеф Бриджис и Бо Бриджис в ролята на Бейкър бойс. Тя се подлага на интензивно вокално обучение за ролята в продължение на четири месеца и изпълнява всички песни на героинята си. Филмът постига скромен успех, като печели 18,4 милиона долара в САЩ (еквивалентни на 38 млн. през 2019 г.). Нейното изпълнение на Сюзи предизвика страхотни отзиви от критиците. Критикът Роджър Ебърт я сравнява с Рита Хейуърт в „Гилда“ и с Мерилин Монро в „Някои го предпочитат горещо“, като добавя, че филмът е „един от филмите, които ще бъде използван като документ след години, когато започнат да проследяват стъпките, по които Пфайфър е станала голяма звезда". В сезона на наградите 1989/90 г. Пфайфър доминира в категорията „Най-добра актриса“ на всяка голяма церемония по награждаването, печелейки наградите „Златен глобус“, наградите на National Board of Review, на Националното общество на филмовите критици, на Нюйоркския кръг на филмовите критици, Наградата на Асоциацията на филмовите критици на Лос Анджелис за най-добра актриса и на Асоциацията на чикагските филмови критици. Изпълнението ѝ на Сюзи се смята за най-аплодираното от критиката в цялата ѝ кариера.

### 90-те години
Пфайфър играе ролята на съветската издателка на книги Катя Орлова в екранизацията на филма от 1990 г. на режисьора Джон льо Каре „Отдел „Русия““ (The Russian House), в който участва и Шон Конъри. За ролята тя трябва да се научи да говори с руски акцент. За усилията си е възнаградена с номинация за „Златен глобус“ за най-добро изпълнение на актриса във филм – драма. След това получава ролята на увредената сервитьорка Франки във „Франки и Джони“ (Frankie and Johnny) на Гари Маршал (1991) – екранизация на бродуейската пиеса на Терънс Макнали Frankie and Johnny in the Clair de Lune. Филмът я събира отново със звездата от „Белязания“ Ал Пачино. Мнозина смятат, че кастингът е противоречив, тъй като Пфайфър е смятана за твърде красива, за да играе „обикновена“ сервитьорка. Кати Бейтс, оригиналният Франки на Бродуей, също изразява разочарование от избора на продуцентите. Самата Пфайфър заявява, че е приела ролята, защото „не е това, което хората биха очаквали от [нея]". Тя отново е номинирана за наградата „Златен глобус“ за най-добра актриса във филмова драма.
През 1990 г. на Пфайфър е предложена главната женска роля във филма „Хубава жена“, но тя е отхвърля поради това, че не харесва тона на сценария. Ролята отива у Джулия Робъртс. През същата година актрисата сформира собствена продуцентска компания за 'бутикови' филми – Via Rosa Productions, която съществува в продължение на 10 години. Компанията ѝ позволява да продуцира и/или да участва във филми, пригодени за силни жени. Тя моли близката си приятелка Кейт Гуинзбург да бъде нейна продуцентка в компанията. Двете се запознават на снимачната площадка на филма „Сладка свобода“ през 1986 г. Кейт е координатор на продукцията във филма и се сближава с Пфайфър по време на снимките. Виа Роза Пръдакшънс сключва филмова сделка с Тъчстоун Пикчърс, филмов лейбъл на Уолт Дисни Студиос. Първият филм, продуциран от дуета, е независимата драма „Поле на любовта“ (Love Field), която излиза в края на 1992 г. Рецензентите одобряват филма: в. „Ню Йорк Таймс“ пише, че Пфайфър „отново демонстрира, че е толкова фина и изненадваща, колкото и красива“. За ролята си на ексцентричната домакиня от Далас тя печели номинации за наградата „Оскар“ за най-добра актриса и за „Златен глобус“ за най-добра актриса в драма, и наградата „Сребърна мечка“ за най-добра актриса на 43-ия Берлински международен кинофестивал.
Пфайфър е в ролята на Жената-котка във филма на Тим Бъртън „Батман се завръща" (Batman Returns) (1992) с Майкъл Кийтън и Дани Де Вито, след като Анет Бенинг се оттегля поради бременност. За ролята тя тренира бойни изкуства и кикбокс. Актрисата получава универсално признание за изпълнениията си. Критици и фенове постоянно наричат нейното изображение на Жената-котка най-великото за всички времена. Освен това то е и едно от най-добре оценяваните изпълнения в кариерата ѝ. Сп. „Премиер“ го хвали ретроспективно: „Може би изключителната злодейка от ерата на Тим Бъртън – смъртоносното коте Мишел Пфайфър с камшик донесе секса в обикновения кастриран франчайз. Нейният съшит черен лакиран костюм, базиран на скица на Бъртън, остава най-емблематичният външен вид на героинята. Мишел Пфайфър преодолява непохватни феминистка диалог в „Батман се завръща“, за да предостави ръмжащо, жестоко изпълнение." Филмът постига голям касов успех, като печели над 282 млн. долара по целия свят. През същата година Пфайфър отхвърля ролята на Катрин Трамъл в „Първичен инстинкт“ поради голите сцени и тя е дадена на Шарън Стоун.
В драмата на Мартин Скорсезе „Невинни години“ (The Age of Innocence) (1993) – екранизация на романа на Едит Уортън от 1920 г., Пфайфър играе с Даниъл Дей-Люис и Уинона Райдър. Тя е в ролята на графиня в нюйоркското висше общество през 70-те г. на 19 век. За ролята си тя получава наградата Elvira Notari на Венецианския филмов фестивал и номинация за „Златен глобус“ за най-добра актриса в игрален филм. Също през 1993 г. тя е отличена от Лосанджелиската асоциация на филмовите жени с „Кристална награда“ за изключителни жени, които чрез своята издръжливост и отлични постижения в работата си спомагат за разширяването на ролята на жените в развлекателната индустрия.
След създаването на собствена продуцентска компания през 1990 г. актрисата се радва на нарастващо професионално развитие като продуцентка. Докато продължава да действа стабилно през цялото десетилетие, тя и нейната партньорка продуцент Гунзбург се радват на успешна серия от филми под лейбъла на Виа Роза Пръдакшънс. Във филма на ужасите от 1994 г. „Вълк“ (Wolf) Пфайфър играе с Джак Никълсън, изобразявайки язвителната и изпълнена с желание любима на писател, който става върколак през нощта, след като е ухапан от същество. Филмът има смесен критичен прием. В. „Ню Йорк Таймс“ пише: „Ролята на г-жа Пфайфър е застрахована, но изпълнението ѝ е достатъчно експертно, за да направи дори недоверието убедително“. Филмът постига търговски успех, спечелвайки 65 млн. долара (еквивалентни на 112,1 млн. долара през 2019 г.) в САЩ и 131 млн. долара по света (еквивалентни на 226 млн. долара).
Следващата роля на Пфайфър е тази на гимназиалната учителка и бивша морска пехотинка на САЩ ЛуАн Джонсън в драмата „Опасен ум“ (Dangerous Minds) (1995), продуцирана съвместно с нейната компания Виа роза Пръдакшънс. Тя се появява като героинята си в музикалния видеоклип към водещия сингъл на саундтрака – Gangsta's Paradise на певеца Кулио с участието на LV. Песента печели наградата „Грами“ за най-добро соло рап изпълнение през 1996 г., а видеоклипът – наградата на Ем Ти Ви Видео Мюзик за най-добър рап видеоклип. Въпреки че филмът получава отрицателни отзиви, той печели 179,5 млн. щатски долара по целия свят.
На актрисата е предложена ролята на Ева Перон в „Евита“ (1996) и за целта тя взима няколко месеца вокални уроци. Ролята отива у Мадона.
През 1996 г. Пфайфър играе Сали Атуотър в романтичната драма „Поверително и лично“ (Up Close & Personal), в която участва и Робърт Редфорд. Тя е в ролята и на Джилиан Луис в „На Джилиан за нейния 37-и рожден ден“ (To Gillian on Her 37th Birthday) (1996), филмова адаптация на съпруга ѝ Дейвид Кели на едноименната пиеса на Майкъл Брейди. Актрисата освен това озвучава Сепфора в анимационния филм „Принцът на Египет“ (The Prince of Egypt) (1998). Тя прави продуцентския си дебют (като изпълнителна продуцентка) и играе ролята на разведената самотна майка архитект Мелани Паркър в романтичната комедия „Един прекрасен ден“ (One Fine Day) (1996) с Джордж Клуни. Следващите ѝ изпълнения включват ролята на Роуз Кук Луис в продуцирания от нея филм „Хиляда акра“ (A Thousand Acres) – филмова адаптация от 1997 г. на едноименния роман на носителката на наградата „Пулицър“ Джейн Смайли с участието на Джесика Ланг и Дженифър Джейсън Лий. През 1998 г. актрисата играе ролите на Бет Кападора в продуцирания от нея филм „Океанът на живота“ (The Deep End of the Ocean) (1998) – филм за семейна двойка, която намира отвлечения си преди девет години син. Пфайфър е Титания – кралицата на феите в „Сън в лятна нощ“ (A Midsummer's Night Dream) (1999) с Кевин Клайн, Рупърт Евърет и Стенли Тучи, и Кейти Джордан в комедията на Роб Райнър „Разделени заедно“ (The Story of Us) (1999) с Брус Уилис.

### 2000-те години
Пфайфър избира да започне разпускането на продуцентската си компания през 1999 г. и да се оттегли отчасти от актьорската игра, за да прекара повече време с децата и семейството си. Тя продължава да участва във филми спорадично през 2000-те г. и след това. Пфайфър връчва на продуцентската си партньорка Гуинцбург последния филм, който ще бъде продуциран от Виа Роза Пръдакшънс: „Първороден грях“ (2001) с Анджелина Джоли и Антонио Бандерас. Първоначално ролята е предназначена за самата нея, но тя по-късно променя решението си, защото се опитва за известно време да работи по-малко.
В трилъра а ла Хичкок „Прозрачно минало“ (What Lies Beneath) (2000) Пфайфър и Харисън Форд играят ролята на заможна двойка, която преживява срещата със странен дух, който разкрива тайни за миналото им. Въпреки че реакцията на критиците към филма е разнопосочна, той се изкачва в боксофиса през юли 2000 г. и постига 291 млн. щатски долара печалба по целия свят. След това актрисата приема ролята на Рита Харисън, крайно неспокойна адвокатка, помагаща на баща с интелектуална недостатъчност (в ролята: Шон Пен), в драмата „Аз съм Сам“ (I Am Sam) (2001). Въпреки спечелените 97,8 милиона долара по света. филмът получава неблагоприятни отзиви. Онлайн вестникът „Сиатъл Постинтелидженсър“ пише: „Пфайфър, очевидно възпрепятствана от блудкавите клишета, които подкрепят нейната лигава роля, дава нейното най-плоско, най-лъжливо представяне до този момент“. Междувременно в. „Сан Франциско Кроникъл“ отбелязва: „В една от сцените тя избухва в сълзи, докато е успокоявана от него за нещастния си живот. Трудно е да не се присвиеш, гледайки как тази емоционално подготвена актриса се хвърля с главата напред в такава фалшива материя."
Пфайфър влиза в ролята на художничката – убийца Ингрид Магнусен в драмата „Белият олеандър“ (White Oleander) (2002), в който участват и Алисън Ломан (като неин филмов дебют), Рене Зелуегър и Робин Райт. Филмът постига успех и Пфайфър събира значително количество похвали от критиците. Стивън Холдън от в. „Ню Йорк Таймс“ пише, че „г-жа Пфайфър, представяйки най-сложното екранно представяне в кариерата си, прави нейната олимпийска съблазнителка едновременно неустоима и дяволска." Кенет Туран от в. „Лос Анджелис Таймс“ я описва като „нажежаема жичка“ внасяща „сила и непоклатима воля в ролята ѝ на майка-майстор манипулатор" в „заковаващо, безупречно изпълнение“. Тя печели награди за най-добра поддържаща актриса не Обществото на филмовите критици в Сан Диего и на Кръга на филмовите критици от Канзас Сити, както и номинация за награда на Гилдията на екранните актьори.
Пфайфър озвучава богинята на хаоса Ерида в „Синдбад: Легендата за седемте морета“ (Sinbad: Legend of the Seven Seas) (2003) – анимационен филм с участието на Брад Пит като гласа на Синдбад Мореплавателят. Тя има затруднения с това да открие злодейството на героинята. Първоначално персонажът е „твърде сексуален", след което му липсва забавност. След третото пренаписване Пфайфър се обажда на продуцента Джефри Каценберг и му казва, че може направо да я уволни, но той я уверява, че това е просто част от процеса. След излизането на филма тя си взима 4-годишна пауза от актьорски участия и остава до голяма степен извън очите на обществеността, за да посвети време на съпруга и децата си. По това време тя отказва ролята на Бялата вещица във фентъзи филма „Хрониките на Нарния: Лъвът, вещицата и дрешникът“ (2005), която отива у Тилда Суинтън.
Пфайфър се завръща на екрана през 2007 г. с ролята на злодейка в два големи летни блокбъстъра – „Лак за коса“ (Hairspray) и „Звезден прах“ (Stardust). Във филмовата адаптация на мюзикъла от Бродуей „Лак за коса“ тя участва с Джон Траволта, Кристофър Уокън, Зак Ефрон и Куин Латифа и е в ролята на Велма фон Тасъл – расистка мениджърка на телевизионна станция. Траволта поисква тя да изиграе ролята на злодейката, която е първата ѝ филмова роля от пет години насам. При излизането му филмът се радва на доста позитивен прием и прави впечатляващите 118,9 млн. долара печалба в САЩ и 202,5 млн. долара по целия свят. Актьорският му състав е номиниран за наградата на Гилдията на киноактьорите за най-добър актьорски състав в кинофилм, но печели наградата на Асоциацията на избора на критиката (CCA) за най-добър актьорски състав, наградата на Холивудския филмов фестивал за състав на годината и наградата на Международния филмов фестивал в Палм Спрингс за актьорски състав. В другия филм тя играе старата вещица Ламия и си партнира с Клеър Дейнс, Чарли Кокс и Робърт Де Ниро. „Звезден прах“ е заснет преди „Лак за коса“, но премиерата на филма е три седмици по-късно. Той събира предимно положителни отзиви, но с бюджета си от 70 млн. щатски долара прави скромните 135,5 млн. печалби в световен мащаб.
Пфайфър участва в романтичната комедия на Ейми Хекърлинг „Гаджето на майка ми“ (I Could Never Be Your Woman) (2007) с Пол Ръд и Сърша Ронан и е в образа на Роузи – 40-годишна разведена майка, работеща като сценаристка и продуцентка за телевизионно шоу, която се влюбва в много по-млад от нея мъж (Ръд). Отчетената ѝ заплата е 1 млн. щатски долара, с аванс от 15 процента от бруто. Филмът обаче се разпространява само на американските видеопазари. Отзивите за него са умерено положителни. Критикът Джеймс Берардинели открива, че Пфайфър и Ръд „имат адекватна химия, за да извадят романтиката“ в онова, което той определя като „приятна романтична комедия, която има достатъчно неща, за които да си заслужава да я препоръчаш". След това актрисата участва в „Лично“ (Personal Effects) (2009) заедно с Ащън Къчър: те са в ролята на двама скърбящи хора, които се справят с болката и разочарованието от загубата си, а връзката им поражда невероятна романтика.
През август 2007 г. Пфайфър получава своя звезда на Холивудската алея на славата (на номер 6801 на бул. Холивуд).
Следващият филм на Пфайфър – „Шери“ (Cherie), по едноименното произведение на Колет (2009), я събира отново с режисьора (Стивън Фриърс) и сценариста (Кристофър Хемптън) на „Опасни връзки“ (1988). Тя е в ролята на остаряващата бивша куртизанка Леа дьо Лонвал, и във филма си партнира с Рупърт Френд в главната роля и с Кати Бейтс като майка му. Премиерата на лентата е на Международния филмов фестивал в Берлин през 2009 г., където получава номинация за наградата „Златна мечка“. Лондонският вестник „Таймс“ гледа на филма положително, описвайки сценария на Хамптън като „постоянен поток от сух сарказъм и остри шеги“, а изпълнението на Пфайфър като „магнетично и фино, нейната светска небрежност като маска срещу уязвимостта и сърдечната болка". Роджър Еберт от в. „Чикаго Сънди Таймс“ пише, че е „очарователно да се наблюдава как Пфайфър контролира лицето и гласа си при болезнени наранявания“. Кенет Туран от в. „Лос Анджелис Таймс“ хвали „безсловесните сцени, които обхващат Леа неочаквано, като само камерата вижда отчаянието и съжалението, които тя крие от света. Това е вид изискано, деликатно актьорско представяне, което Пфайфър владее толкова добре, и допълнително ни напомня за това колко много ни е липсвала, докато я е нямало." Продуцентка на филма е актрисата Джесика Ланг, която е свързана с проекта продължение на няколко години и е спрягана за ролята на Леа дьо Лонвал.
Името ѝ е спрягано за главната женска роля в музикалния филм „Mamma Mia!“ (2008), но ролята е дадена на Мерил Стрийп.

### 2010 – 2020 година
След двегодишно отсъствие от актьорската сцена Пфайфър участва с голям актьорски състав в романтичната комедия на Гари Маршал „Новогодишна нощ“ (New Year's Eve) (2011), второто ѝ сътрудничество с режисьора след „Франки и Джони“. Филмът, с участието на Хали Бери, Джесика Бийл, Робърт Де Ниро, Джош Дъмел, Зак Ефрон, Сара Джесика Паркър, София Вергара и др., я вижда в поддържащата роля на Ингрид Уидърс – съкрушена секретарка, която се сприятелява с доставчик (Ефрон). Въпреки че филмът е подложен на критики, той печели 142 млн. долара по целия свят. През 2012 г. актрисата играе с Крис Пайн и Елизабет Банкс в драмата „Хора като нас“ (People Like Us) в ролята на майка на борещ се корпоративен търговец в Ню Йорк (Пайн). Сп. „Ролинг Стоун“ я намира за „сияйна“ във филма, а в. „Ню Йорк Таймс“, изказвайки положително мнение за Пфайфър и Банкс и отбелязва, че техните изпълнения „частично компенсират дупките в една история, чийто е труден за преглъщане“. Филмът печели 4,26 млн. щатски долара, описани като „оскъдни“ от Box Office Mojo, и печели едва 12 млн. щатски долара в Северна Америка.
Пфайфър си сътрудничи отново с Тим Бъртън, режисьорът на „Батман се завръща“, в „Тъмни сенки“ (Dark Shadows) (2012), базиран на едноименната готическа телевизионна сапунена опера. Във филма с участието на Джони Деп, Ева Грийн, Хелена Бонам Картър и Клоуи Грейс Морец тя играе Елизабет Колинс Стодард, матриархът на семейство Колинс. Критичният отговор към филма е смесен, но писателите приветстват изпълненията на актьорите, най-вече на Деп и Пфайфър. IGN казва, че Пфайфър е авторитетна в ролята си и мисли, че главните герои са „изиграни от един от най-добрите състави на Бъртън досега“. Докато филмът печели скромните 79,7 млн. щатски долара в Северна Америка, в световен мащаб те са 245,5 млн. В мафиотската комедия „Коза Ностра“ (The Family) (2013) на Люк Бесон с участието на Робърт Де Ниро, Томи Лий Джоунс, Диана Агрон и Джон Ди’Лео, Пфайфър играе „твърдата майка“ в мафиотско семейство, която иска да промени живота си с Програмата за защита на свидетелите. Въпреки че отзивите за филма са разнопосочни, вестник „Хъфингтън пост“ смята, че „Де Ниро, Пфайфър и Джоунс са дали 100% в ролите си“. Филмът печели 78,4 милиона щатски долара по целия свят.
"Мисля, че единственото колебание беше, че приех за даденост колко хубаво е да не съм под светлините на прожекторите и просто да имам живот. Спомням си, че си помислих: „Наистина ли искам да се върна към това?“ И просто разбрах, че не съм приключила. Имам още много да свърша и много повече да кажа. Никога няма да се пенсионирам."
Актрисата заявява, че отдалечаването ѝ от актьорската игра през 2000-те г. се дължи на нейните деца и сега, когато и двете деца са в колеж, тя възнамерява да „работи много“. Тя коментира, че чувства, че най-добрата ѝ роля е „все още вътре в нея“ и че смята, че именно това я поддържа. Множеството филми, които следват през 2017 г., карат медиите да нарекат възраждането на кариерата ѝ „Pfeiffer-sance“. В независимата драма „Къде е Кира?“ (Where Is Kyra?) тя се снима като чувствителна и крехка жена, която губи майка си и се изправя пред криза, в която трябва да намери средство за оцеляване, като през цялото време крие борбите си от новия си любовник. Премиерата на филма е на Филмовия фестивал в Сънданс на 23 януари 2017 г. и има ограничена прожекция на 6 април 2018 г. с признание на критиката. Ролята ѝ като Кира е наречена „изпълнение на живота ѝ“ от Билге Патен от американския вестник за култура „Вилидж Войс“, и „изпълнението на кариерата ѝ“ от сп. „Ролинг Стоун“.
Пфайфър получава ролята на Рут Мейдоф в драмата на HBO Films „Магьосникът на лъжите“ (The Wizard of Lies), базирана на едноименната книга. Филмът, режисиран от Бари Левинсън, я обединява с актьора Робърт Де Ниро, който играе нейния съпруг – опозореният финансист Бърнард Мейдоф. Премиерата на филма е по HBO на 20 май 2017 г., като събира благоприятни отзиви от критици и аудитория от 1,5 млн. зрители, най-голямата зрителска аудитория на HBO за филм от четири години насам. Толукан Таймс отбеляза, че Пфайфър „краде шоуто като съпругата на Мейдоф, Рут, и забележително прилича на нея“. Вестник „Лос Анджелис Таймс“ твърди: „Като Рут Пфайфър убедително изобразява разглезена жена, останала без абсолютно нищо – тя е загубила домовете си, статуса си и най-важното – връзката със синовете си.“ Пфайфър печели първата си номинация за „Еми“ за изпълнението си в категорията „Изключителна поддържаща актриса в ограничен сериал или филм“.
В психологическия филм на ужасите на Дарън Аронофски „Майко!“ (Madre!) (2017), с Дженифър Лорънс и Хавиер Бардем, Пфайфър играе един от мистериозните гости, нарушаващи спокойния живот на двойка. Докато филмът остава зрителите поляризирани и предизвика масово напускане на прожекциите, той е по-добре приет от критиците. Те единодушно хвалят приноса на Пфайфър и някои от тях считат, че нейното изпълнение е достойно за номинация за „Оскар“. Сп. „Вълчър“ отбелязва: „Има гравитация в изпълнението на Пфайфър, което ѝ позволява да успее там, където другите главни актьори се провалят, с изключение на кратки изблици – тя стои на границите между това да въплъти символ и да предостави на персонажа достатъчно вътрешен свят, за да се почувства той жена от плът и кръв."
Пфайфър играе поддържаща роля във филма от 2017 г. „Убийство в Ориент Експрес“ (Murder on the Orient Express) на режисьора Кенет Брана – четвъртата адаптация на едноименния роман на Агата Кристи от 1934 г. Филмът е мистерия – драма с актьорски състав и проследява световноизвестния детектив Еркюл Поаро, който се опитва да разкрие убийство в известния европейски влак през 30-те години на 20 век. Пфайфър играе застаряваща светска дама и си партнира с Джони Деп, Пенелопе Крус и Джуди Денч. Тя пее песента „Никога не забравяй“, която се чува в заключителните надписи на филма и се появява в официалния саундтрак към него. Филмът събира 351,7 млн. щатски долара по цял свят и получава прилични отзиви от критиката, с похвали за актьорското изпълнение, но и с критики за това, че не е добавил нищо ново към предишните адаптации. Въпреки че повечето критици се съгласяват, че актьорският състав не е бил достатъчно използван, изпълнението на Пфайфър печели положителни отзиви, а Ричард Роупър от в. „Чикаго Сън-Таймс“ заявява, че тя има най-добрата игра във филма. Антъни Лейн от сп. „Ню Йоркър“ счита, че Пфайфър е единствената от актьорите, която изглежда да се наслаждава на своята материя. Дейвид Еделщайн от Vulture я обрисува като „измамница и половина... крадяща всяка сцена". Мик Ласал, пишещ за „Сан Франциско Кроникъл“, дефинира Пфайфър като „най-интересната част от кастинга“ на филма, напомняйки, че тя е една от най-добрите филмови актриси в днешно време.
Пфайфър играе ролята на Джанет ван Дайн в „Ант-Мен и Осата“ (Ant-men and Waps) на Марвъл Студио, режисиран от Пейтън Рийд. Филмът излиза по кината на 6 юли 2018 г. По мнението на критиката актрисата използва добре ограниченото си време на игра. Оуен Глайберман от сп. „Върайъти“ описва присъствието ѝ като „прекрасно“ и „замислено“. Джош Шпигел от блога /Film пише, че филмът страда от липсата на актрисата, описвайки я като „по-малко персонаж и повече Макгъфин" (Макгъфин е обект, устройство или събитие, необходими за сюжета и мотивацията на героите, но незначителни); той определя изпълнение ѝ като „ужасно кратко". Актрисата повтаря ролята си на Джанет ван Дайн в „Отмъстителите: Краят“ (Avengers: Endgame) (2019), в който участват Майкъл Дъглас, и Еванджелин Лили.
През октомври 2019 г. Пфайфър участва в мрачното фентъзи продължение „Господарка на злото 2“ (Maleficient 2: Mistress of Evil) като злодейската кралица Ингрид. През същия месец тя започва работа по тъмната комедия French Exit, режисирана от Азазел Джейкъбс и базирана на едноименния аплодиран роман на Патрик Девит. Във филма участват Лукас Хеджис и Трейси Летс. На 11 май 2019 г. е обявено, че Пфайфър ще си партнира с актрисата Анет Бенинг в психологическия трилър Turn of Mind, чийто режисьор е Гидиън Раф.

## Актьорски стил и прием
Пфайфър твърди, че няма официално актьорско образование. Казва, че режисьорът Милтън Кацелас я е научил как да разпознава разликата между това как един актьор смята, че даден герой би се държал в определена сцена и как самият той би се държал в същата сцена. Американското културно списание „Вълчър“ и Анджелика Джейд Бастиан я описват като „актриса с такава дълбочина, ширина и здравина", че това „прави излишен аргумента, че един необучен актьор има по-малко възможности от обучените му колеги." През 1992 г. Гери Хърши от сп. „Ролинг Стоун“ нарича Пфайфър character actress (героийна актриса, т.е. поддържаща актриса, която играе необичайни, интересни или ексцентрични персонажи), която се чувства удобно и в грозни костюми. Забележително изключение прави образът на Сюзи Даймънд от филма „Невероятните Бейкър бойс“ по време на излизането на филма. Пфайфър твърди, че рядко приема традиционно бляскави роли, защото намира малко неща в тях за интересни и избира вместо това да играе герои, които я вълнуват: „Знам, че ако мога да чуя героя, докато чета, това има някаква връзка [с мен]." Филмов критик я описва като „характерна актриса в тялото на екранна сирена“, с което е съгласен и нейният приятел Ал Пачино – неин колега от „Белязаният“. Ценена за способността си да прикрива истинските си чувства и емоции, Пфайфър често използва тази техника в своя полза в историческите драматически филми – жанр, превърнал се в нейна запазена марка. Самата тя признава, че е квалифицирана в тази конкретна област, но също така вярва, че прикриването на чувства не е необичайно, размишлявайки, че „така се държат повечето хора. Може да не сме толкова възпитани или толкова добри, колкото хората през 19 век, но много рядко говорим това, което наистина мислим." Пфайфър нарича актьорската професия „садомазохизъм“ поради това, че според нея понякога тя може да бъде наистина брутална.
През 80-те години Пфайфър обикновено играе умни, забавни, сексуално привлекателни и силни жени. Адам Плат от сп. „Ню Уоман“ отбелязва, че героините ѝ са склонни да „играят света най-вече от разстояние и често носят повече мъдрост за годините си. Те влизат в романтични отношения, но не са откровено романтични. Те може да са долнопробни..., но всички запазват вид на неуязвимост, известно класическо хладнокръвие." Във филмов преглед за „Маями Ню Таймс“ режисьорът и филмов критик Билге Ебири отбелязва, че Пфайфър „често играе жени, които са били донякъде премахнати от света“, уточнявайки: „Тя не толкова предава недостъпност или надменност, колкото резервираност, което предполага... меланхолия, болка, отложени мечти“, дори в някои от по-комедийните ѝ изпълнения. Сравнявайки резюмето ѝ с това на актрисата Барбара Стануик, Елизабет Кей от американския новинарски сайт „Дейли Бийст“ пише, че уязвимите персонажи на Пфайфър споделят една обща тема: „единственото разумно очакване е да не се очаква много“.
Пфайфър е една от най-популярните актриси през 80-те и 90-те години на 20 век. През 2002 г. Ейми Лонгсдорф от американския вестник „Морнинг Кол“ я нарича „една от най-популярните и аплодирани от критиката филмови звезди в света“. С изключение на „Вещиците от Истуик“, много малко нейни филми от този период постигат касов успех. Пфайфър никога не е споменавала този факт пред ръководителите на филмовите студия от страх, че ще спрат да я назначават. Изпълненията ѝ обаче продължават да събират постоянно положителни отзиви въпреки слабите продажби на билети и няколкото филма, отхвърлени от критиците. Пфайфър успява да се утвърди като голяма звезда, макар че все още не е получила най-големите печалби от филм. Въпреки това през 1999 г. американското списание „Върайъти“ я нарича „женската филмова звезда с най-голямата вероятност да увеличи боксофисния си чар“. Пфайфър остава една от най-търсените актриси в Холивуд в продължение на четири десетилетия.
Тя е всепризната за една от най-талантливите актриси на Холивуд и за една от най-големите актриси от нейното поколение. Въпреки че забелязва, че ѝ липсва високопоставена филмография, подобна на тази на съвременничките ѝ Анжелика Хюстън и Мерил Стрийп, Бастиен смята, че лайтмотивът (through line) на Пфайфър е най-очарователният сред поколението ѝ актриси. Филмовият критик на канадското списание „Маклийн“ Брайън Д. Джонсън твърди, че тя никога не е имала възможност да демонстрира истинския си актьорски диапазон, и вярва, че Пфайфър потенциално може да бъде уважавана като Стрийп, ако ѝ се дадат същите възможности. Романистът Стив Ериксън, пишещ в американското списание „Лос Анджелис Магазин“, твърди, че Пфайфър „е заплашвала да се превърне в една от четирите или петте велики американски филмови актриси от нейното поколение“ през трийсетте си години, въпреки че е „преминала възрастта на старлетка“. Считана за една от най-завладяващите актриси в индустрията от сайта „Дейли Бийст“, Пфайфър е особено известна със своята гъвкавост и може да се похвали с разнообразна филмография, обхващаща исторически филми, романтика, фентъзи, музика, комедия и драма. През 2016 г. Чарлз Тейлър от сайта „Салон“ казва, че нито един актьор от последното десетилетие „не се е доближил до Мишел Пфайфър поради очевидната ѝ гъвкавост". В друго ревю за Vulture.com Бастиен пише, че „величието на Пфайфър като актриса почива на няколко противоречия", заключавайки: „Никоя друга модерна актриса не събужда така добре богатото напрежението между разбирането за стойността на голямата красота и отвращението от това изобщо да бъдеш видян." Междувременно Джонсън твърди, че изпълненията ѝ понякога са възпрепятствани от красотата ѝ и от привидната „липса на амбиция“, склонна да приема „безопасни, неизискващи роли". Той обаче смята, че същата липса на амбиция на актрисата „е и това, което я прави толкова добра", описвайки нейния подход като „изключително скромен“. По същия начин Мик Ласал от „Сан Франциско Кроникъл“ отбелязва, че скромността на самата Пфайфър „лесно забравя“, че тя е „велика актриса на екрана – не просто добра или много добра, или интересна, а наистина страхотна, както и една от най-добрите, с които разполагаме.“.
Кинорежисьори и звезди са съгласни, че Пфайфър е изключително отдадена на работата си и има „репутация на компетентност, контрол и свръхподготовка“. Актьорските ѝ способности продължават да привлича похвалите на режисьорите, с които си сътрудничи през цялата си кариера. Мартин Скорсезе я описва като „актриса, която може да изобрази вътрешния конфликт с очите и лицето си по-добре от която и да е друга филмова звезда от нейното поколение“. Джонатан Деми заявява: „Трудно ми е да си представя някой, който на ниво качество, има предимство пред нея." Актрисата е описвана като трудна за работа понякога, особено от Робърт Таун, който я е режисирал в „Текила на разсъмване“. Известно е, че той я нарича „най-трудната актриса в Холивуд". По отношение на това Пфайфър признава, че може да изглежда трудна, но най-вече „зависи с кого говориш“. Тя отказва да гледа собствената си работа, описвайки себе си като „перфекционист и няма нищо перфектно в онова, което правя“. Пфайфър винаги изхвърля стари сценарии, на които е писала обширни бележки за своите героини, и не пази рецензии за филми, изрезки от списания или корици за своята работа или изпълнения.

## Медиен образ
Пфайфър дълго време е считана за една от най-красивите актриси в Холивуд. Мик Браун от в. „Дейли телеграф“ счита това определение едновременно за „дефинираща характеристика на нейната актьорска кариера ... и за нейното проклятие". Първоначално Пфайфър се мъчи да убеди режисьорите да я приемат насериозно като актриса, защото те понякога се съмняват, че тя е нещо повече от едно привлекателно лице. Талантът ѝ продължава да бъде засенчван от външността ѝ дори няколко години след нейното пробивно изпълнение в „Белязаният“. Тя реагира на това, като преследва роли, в които красотата не е изискване. Елизабет Кей от новинарския сайт „Дейли Бийст“ признава Пфайфър за рядка холивудска красавица, вярвайки, че настина е възможно да бъдеш както физически красива, така и сериозна; журналистката счита, че актрисата постига това, „присаждайки чувствителността на една модерна жена върху блясъка на икона от 30-те години на 20 век“. Гери Хърши от сп. „Ролинг Стоун“ се съгласява, че ролите на Пфайфър съчетават „куража на 90-те години с блясъка на 30-те". Ниша Лилия Диу – друга сътрудничка на „Дейли Телеграф“, заявява: „Не че изглежда по-млада, отколкото е... но това е симетрията на нейната костна структура, блестящите аквамаринови очи и тези устни, горната толкова по-пълна от долната. Това е онази красота, на която неволно отделяте момент, за да ѝ се възхитите в средата на разговора." Поне два от филмите на актрисата – „Звезден прах“ (2007) и „Шери“ (2009), изследват темата за красивите жени, които се борят срещу стареенето. Пфайфър лично се идентифицира с темата за „нашата мания за младостта и за нелепите нива, до които жените ще стигнат, за да си я върнат“, изобразени и в двата филма. Актрисата твърди, че не иска да изглежда по-млада, отколкото е, и все още трябва да се подложи на пластична операция, въпреки че признава, че „никога няма да каже „никога“ на процедура, обяснявайки: „Аз съм за пипване по малко тук и там." Тя обаче изразява неодобрението си към актьори, които хирургически модифицират външния си вид до неузнаваемост. Тя отхвърля твърдението, че е „невероятно красива“, настоявайки, че е само „конвенционално красива“. Пфайфър оценява собствения си външен вид, сравнявайки се с аниманционния герой на Марвъл Комикс Хауърд патицата.
Енциклопедия Британика пише, че актрисата е „известна със своята красота и изражение на уязвимост“. Тя също така е редовно наричана „една от най-красивите жени в света“. Класирайки Пфайфър сред най-красивите, талантливи и известни актриси в историята, американското списание „Гламур“ я нарича „вероятно най-съвършеното лице на сребърния екран“. Списанието я класира сред най-великите стилни икони от 80-те години на 20 век, наричайки я „момичето на 80-те години на големите студия“ и „една от любимите ни богини за всички времена“. Сътрудникът на сп. „Вог“ Алис Нюболд смята, че нейната „пепеляворуса коса, пронизващи сини очи и порцеланова кожа“ е нейната запазена черта – черти, които тя е поддържала през цялата си кариера. Сп. „Харпърс Базаар“ я класира на 4-то място като бляскава „икона на красотата“ от 80-те години.
През 90-те години Пфайфър привлича значителни коментари в медиите за своята красота. През 1990 г. тя се появява на корицата на сп. „Пийпъл“ в първия брой с „50 най-красивите хора на света“. Тя отново е представена на корицата на годишния брой през 1999 г., след като е списъка с най-красивите цели шест пъти за десетилетието (1990, 1991, 1992, 1993, 1996 и 1999 г.). Пфайфър е първата знаменитост, която се появява два пъти на корицата на годишния брой, и единственият човек, представен на корицата два пъти през 90-те години на 20 век. Сп. „Менс Хелт“ я класира на 45-то място в списъка им за „Най-горещите 100 жени на всички времена“. През 1995 г. списание „Импайър“ прави списък с най-сексапилните филмови звезди за всички времена: Пфайфър е на 3-то място след Джони Деп и Мерилин Монро.
Известна е с това, че е срамежлива с пресата и сдържана относно личния си живот, подобно на персонажите, които изобразява. Тя не харесва интервюта, като нарича себе си „най-лошият интервюиран за всички времена“; нейните интервюта често включват дискусии за това колко я изнервя процесът на интервюиране. Пфайфър разкрива, че да бъде интервюирана за промоцията на филмите ѝ едновременно я кара да се чувства нервно и неудобно, но тя винаги е „владеела изкуството“ да има сдържано и учтиво поведение, когато изпълнява подобни задължения. Тя обаче казва: „все още не вярвам и никога няма да повярвам, че отговорността за продажбата на един филм е на актьорите“.
Културните коментатори отбелязват, че през 2014 г. Пфайфър, която по онова време не популяризира филми, се е превърнала в „муза на поп музиката“. Името ѝ е споменато в песента на Ванс Джой от 2013 г. Riptide, където се пее: I swear she's destined for the screen, closest thing to Michelle Pfeiffer that you've ever seen („Кълна се, че тя е предназначена за екрана, най-близкото нещо до Мишел Пфайфър, което някога сте виждали"). Джой казва пред журналисти, че моментът от филма на Пфайфър, който го е накарал да включи нейното име в своята песен, е нейната роля на Селина Кайл в „Батман се завръща“: „Тя се връща в апартамента си, след като е била изхвърлена от прозореца от Кристофър Уокън, и полудява. Апартаментът ѝ е изцяло розов и красив, и някакси зловещ и инфантилен, след което тя просто разбива всичко и напръсква нещата със спрей, и се превръща в Жената-котка. Това е наистина един вид сексуална сцена; невероятно е." Пфайфър е спомената и в песента на Марк Ронсън и Бруно Марс от 2014 г. Uptown Funk: „This hit, That ice cold, Michelle Pfeiffer, That white gold“ („Този хит, Този леден студ, Мишел Пфайфър, Това бяло злато"). В интервю Ронсън казва на репортер, че любимият му филм на Пфайфър е „Знаменитите Бейкър бойс“. Харесах я и в „Белязания“ и в „Текила на разсъмване“. Тя беше такова маце." Хип-хоп певецът Mahawam издава песента Michelle Pfeiffer през 2019 г.
Австралийските играчи на крикет говорят за „Взимане на Мишел“, когато вземат пет уикета на ининг. На крикет език това се нарича „пет за“, звучащо почти като „Файфър“, което води до прякора „Мишел“.

## Личен живот
По време на уроците си по актьорско майсторство в Лос Анджелис през 70-те г. Пфайфър е приета от привидно приятелска двойка, която ръководи култа Breatharianism, свързан с Новата епоха и вегетарианството, който следва убеждението, че човек може да живее без храна и вода, получавайки храна само от въздуха и слънчевата светлина. Двойката ѝ помага да спре да пие, да пуши и да се дрогира, и с течение на времето поемат контрола над целия ѝ живот. Голяма част от парите ѝ отиват за групата. „Промиха ми мозъка... Дадох им огромна сума пари.", казва тя.
В класа си по актьорско майсторство, воден от американския режисьор и продуцент Милтън Кацелас в Лос Анджелис, Пфайфър се запознава с колегата си начинаещ актьор Питър Хортън (р. 20 август 1953) и двамата започват да излизат заедно. Сключват брак в Санта Моника на 5 октомври 1981 г. и именно по време на медения им месец актрисата открива, че е спечелила главната роля в „Брилянтин 2“ Хортън я режисира през 1985 г. в специалната емисия One Too Many по телевизионния канал Ей Би Си, в която играе гимназиалната приятелка на студент алкохолик (Вал Килмър). През 1987 г. актрисата и съпругът ѝ играят екранна двойка в сегмента „Болница“ на комедийната компилация на Джон Ландис „Амазонки на Луната“.
През 1988 г. Пфайфър има връзка с Джон Малкович – нейният партньор в „Опасни връзки“, който по това време е женен за Глен Хедли.
Пфайфър и Хортън решават да се разделят през 1988 г. и се развеждат през 1990 г. Впоследствие Хортън отдава това на тяхната отдаденост на работата им, а не на брака им. След брака си Пфайфър има 3-годишна връзка с актьора и продуцента Фишър Стивънс. Те се запознават, когато актрисата прави своя театрален дебют през 1989 г. на Шекспировия фестивал в Сентръл Парк в Ню Йорк в „Дванадесета нощ“, в която Стивънс играе ролята на сър Андрю Чикчирик.
На 13 ноември 1993 г. Пфайфър се жени за телевизионния сценарист и продуцент Дейвид Е. Кели (р. 4 април 1956) . Тя прави кратка неспомената епизодична поява в епизод от телевизионния сериал на Кели Picket Fences и изиграва главната героиня в игралния филм „На Джилиан за нейния 37-и рожден ден“, чийто сценарист е бъдещият ѝ съпруг. Преди да се запознае с него, Пфайфър е започнала процедура по осиновяване на дете. През март 1993 г. тя осиновява новородената Клаудия Роуз, която е кръстена на сватбения ден на Пфайфър и Кели. През 1994 г. Пфайфър ражда син на име Джон Хенри Кели.
Почти 10 години семейството живее в градчето Удсайд в Калифорния. През 2018 г. тя и съпругът ѝ купуват къща от 10 329 квадратни метра за 22,5 млн. долара в Пасифик Палъсейдс (един от западните райони на Лос Анджелис между Брентуд, Малибу, Топанга и Санта Моника).

## Други дейности
През 2005 г. Пфайфър служи като лице на пролетната кампания на Джорджо Армани. Дизайнерът често я облича за публични изяви. В броя на списание „Инстайл“ от март 2019 г. тя обявява намерението си да пусне колекция от фини аромати, наречена Хенри Роуз. Линията стартира през април 2019 г.
Бидейки пушачка от 10 години и с племенница, страдаща от левкемия, Пфайфър решава да подкрепи Американското общество за борбата с рака. Нейната благотворителна дейност включва също подкрепата ѝ за Хуманното общество (Humane Society) – група, целяща да спре жестокостта към животните. През 2016 г. Пфайфър присъства и на Галавечерята в Лос Анджелис на Healthy Child Healthy World за ръководителите на организациите за детско здраве и защита на най-уязвимите. През декември същата година Пфайфър, която е веганка, се присъединява към Борда на директорите на Работната група по околната среда (Environmental Working Group) – американска активистка група, специализирана в научните изследвания и застъпничеството в областта на земеделските субсидии, токсичните химикали, замърсителите на питейната вода и корпоративната отчетност, със седалище във Вашингтон.
Пфайфър обича да рисува с маслени бои. Един от любимите ѝ филми е „Магьосникът от Оз“ (1939) с Джуди Гарланд. Почитателка е на Мерил Стрийп, Кейт Бланшет, Ан Хатауей и Джуди Денч.
През 2019 г. актрисата създава свой профил в Инстаграм.

## Участия
| година | заглавие                                          | оригинално заглавие                            | роля                       | режисьор           | филмов жанр                    | бележки                 |
| ------ | ------------------------------------------------- | ---------------------------------------------- | -------------------------- | ------------------ | ------------------------------ | ----------------------- |
| 1979   |                                                   | The Solitary Man                               | Триша                      | Джон Мокси         | драма                          | тв филм                 |
| 1980   | Отново влюбени (Да се влюбиш отново)              | Falling in Love Again                          | Сю Уелингтън               | Стивън Пол         | драма, романтика               |                         |
| 1980   | Холивудски рицари                                 | The Hollywood Knights                          | Сюзи Кю                    | Флойд Мътръкс      | комедия                        |                         |
| 1981   | Чарли Чан и проклятието на Кралицата на драконите | Charlie Chan and the Curse of the Dragon Queen | Корделия Фаренингтън       | Клайв Донър        | комедия, мистерия              |                         |
| 1981   |                                                   | Callie & Son                                   | Сю Лин Бордо               | Варис Хюсейн       | драма                          | тв филм                 |
| 1981   | Великолепие в тревата                             | Splendor in the Grass                          | Джини Стемпър              | Ричард К. Сарафиан | драма                          | тв филм                 |
| 1981   | Изоставените деца                                 | The Children Nobody Wanted                     | Дженифър Уилямс            | Ричард Майкълс     | драма                          | тв филм                 |
| 1982   | Брилянтин 2                                       | Grease 2                                       | Стефани Дзиноне            | Патриша Бърч       | комедия, драма, музикален      |                         |
| 1983   | Белязаният                                        | Scarface                                       | Елвира Хенкок              | Брайън Де Палма    | криминален, драма              |                         |
| 1985   | В нощта                                           | Into the Night                                 | Даяна                      | Джон Ландис        | екшън                          |                         |
| 1985   | Жената ястреб                                     | Ladyhawke                                      | Изабел д'Анжу              | Ричард Донър       | фентъзи, драма                 |                         |
| 1986   | Сладка свобода                                    | Sweet Liberty                                  | Фейт Хили                  | Алън Алда          | комедия                        |                         |
| 1987   | Вещиците от Истуик                                | The Witches of Eastwick                        | Сюки Риджмънт              | Джордж Милър       | комедия, фентъзи               |                         |
| 1987   | Амазонки на Луната                                | Amazon Women on the Moon                       | Бренда Ландърс             | Джон Лендис и др.  | научнофантастичен              | част Hospital           |
| 1988   | Омъжена за мафията                                | Married to the Mob                             | Анджела де Марко           | Джонатан Деми      | криминален, комедия            |                         |
| 1988   | Текила на разсъмване                              | Tequila Sunrise                                | Джо Ан Валенери            | Робърт Таун        | криминален, драма              |                         |
| 1988   | Опасни връзки                                     | Dangerous Liaisons                             | Мадам дьо Турвел           | Стивън Фриърс      | драма, романтичен              |                         |
| 1989   | Знамените Бейкър Бойс                             | The Fabulous Baker Boys                        | Сюзи Даймънд               | Стив Кловис        | драма, комедия                 |                         |
| 1990   | Отдел „Русия“ (Руска къща)                        | The Russia House                               | Катя Орлова                | Фред Скепизи       | драма, романтичен              |                         |
| 1991   | Франки и Джони                                    | Frankie and Johnny                             | Франки                     | Гари Маршал        | драма, комедия                 |                         |
| 1992   | Батман се завръща                                 | Batman Returns                                 | Селина Кайл / Жената-котка | Тим Бъртън         | екшън, фентъзи                 |                         |
| 1992   | Поле на любовта                                   | Love Field                                     | Лурин Холет                | Джонатан Каплан    | драма                          |                         |
| 1993   | Невинни години                                    | The Age of Innocence                           | графиня Елена Оленска      | Мартин Скорсезе    | драма, романтичен              |                         |
| 1994   | Вълк                                              | Wolf                                           | Лора Олдън                 | Майк Никълс        | драма, ужаси                   |                         |
| 1995   | Опасен ум                                         | Dangerous Minds                                | Луан Джонсън               | Джон Н. Смит       | драма                          |                         |
| 1996   | Поверително и лично                               | Up Close & Personal                            | Тали Етуотър               | Джон Авнет         | драма, романтичен              |                         |
| 1996   | На Джилиън за 37-ия рожден ден                    | To Gillian on Her 37th Birthday                | Джилиън Луис               | Майкъл Пресман     | драма, фентъзи                 |                         |
| 1996   | Един прекрасен ден                                | One Fine Day                                   | Мелани Паркър              | Майкъл Хофман      | драма, романтичен              | и продуцент             |
| 1997   | Хиляда акра                                       | A Thousand Acres                               | Роуз Кук Люис              | Джослин Морхауз    | драма                          | и продуцент             |
| 1999   | Океанът на живота                                 | The Deep End of the Ocean                      | Бет Кападора               | Улу Гросбард       | драма                          | и продуцент             |
| 1999   | Сън в лятна нощ                                   | A Midsummer Night's Dream                      | Титания                    | Майкъл Хофман      | фентъзи, комедия               |                         |
| 1999   | Разделени заедно                                  | The Story of Us                                | Кейти Джордан              | Роб Райнър         | драма, комедия                 |                         |
| 2000   | Прозрачно минало                                  | What Lies Beneath                              | Клер Спенсър               | Робърт Земекис     | драма, ужаси, трилър           |                         |
| 2001   | Аз съм Сам                                        | I Am Sam                                       | Рита Харисън Уилямс        | Джеси Нелсън       | драма                          |                         |
| 2002   | Белият олеандър                                   | White Oleander                                 | Ингрид Магнусен            | Питър Козмински    | драма                          |                         |
| 2007   | Гаджето на майка ми                               | I Could Never Be Your Woman                    | Роузи                      | Ейми Хекерлинг     | драма, комедия, романтичен     |                         |
| 2007   | Лак за коса                                       | Hairspray                                      | Уилма фон Тасъл            | Адам Шанкман       | драма, комедия, мюзикъл        |                         |
| 2007   | Звезден прах                                      | Stardust                                       | вещицата Ламия             | Матю Вон           | фентъзи                        |                         |
| 2009   | Шери                                              | Chérie                                         | Лиа                        | Стивън Фриърс      | комедия, драма                 |                         |
| 2009   | Лично                                             | Personal Effects                               | Линда                      | Дейвид Холандър    | драма, романтичен              |                         |
| 2011   | Новогодишна нощ                                   | New Year's Eve                                 | Ингрид                     | Гари Маршал        | комедия, романс                | сегмент Resolution Tour |
| 2012   | Хора като нас                                     | People Like Us                                 | Лилиан                     | Алекс Курцман      | драма, комедия                 |                         |
| 2012   | Тъмни сенки                                       | Dark Shadows                                   | Елизабет Колинс Стодарт    | Тим Бъртън         | фентъзи, комедия               |                         |
| 2013   | Коза Ностра                                       | The Family                                     | Маги Блейк / Ливия Манцони | Люк Бесон          | криминален, трилър             |                         |
| 2017   | Къде е Кира?                                      | Where Is Kyra?                                 | Кира                       | Андрю Досумну      | драма                          |                         |
| 2017   | Майко!                                            | Madre!                                         | жена                       | Дарен Аронофски    | драма, мистерия                |                         |
| 2017   | Магьосникът на лъжите                             | The Wizard of Lies                             | Рут Мейдоф                 | Бари Ливинсън      | биографичен, криминален, драма | тв филм                 |
| 2017   | Убийство в Ориент експрес                         | Murder on the Orient Express                   | Керълайн Хъбърд            | Кенет Брана        | криминален, драма              |                         |
| 2018   | Ант-мен и Осата                                   | Ant-men and Waps                               | Джанет Ван Дайн (Осата)    | Пейтън Рид         | екшън, приключенски            |                         |
| 2019   | Отмъстителите: Краят                              | Avengers: Endgame                              | Джанет Ван Дайн            | Антъни и Джо Русо  | екшън, приключенски            |                         |
| 2019   | Господарка на злото 2                             | Maleficent: Mistress of Evil                   | кралица Ингрид             | Юахим Рьонинг      | фентъзи                        |                         |
| 2020   |                                                   | French Exit                                    | Франсис Прайс              | Азазел Джейкъбс    | драма, комедия                 |                         |
| 2023   | Ант-Мен и Осата: Квантомания                      | Ant-Man and the Wasp: Quantumania              | Джанет Ван Дайн            | Пейтън Рид         | екшън, приключенски            |                         |
|        |                                                   | Wild Four O'Clocks                             |                            | Питър Крейг        |                                |                         |

| година      | оригинално заглавие      | епизоди | роля                      | режисьор             | филмов жанр                     |
| ----------- | ------------------------ | --- | ------------------------- | -------------------- | ------------------------------- |
| 1978 и 1981 | Fantasilandia            | еп.10/сезон 2: The Island of Lost Women/The Flight of Great Yellow Bird еп.11/сезон 4: Elizabeth's Baby/The Artist and the Lady | Атина Дебора Деър         | Джон Певни Май Вейар | приключеснки, комедия, драма    |
| 1979        | Delta House              | в 12 епизода | Секс символът             | състав               | комедия                         |
| 1979        | Chips                    | еп. 11/сезон 3: The Watch Commander                                                                                             | Джобина                   | Дон Вайс             | драма                           |
| 1980        | Enos                     | еп. 1 и 2/сезон 1: Enos; Uncle Jesse's Visit                                                                                    | Джой                      | Род Амато            | екшън, комедия                  |
| 1980        | B.A.D. Cats              | във всички 10 епизода | Саманта 'Съншайн' Дженсън | състав               | драма, криминален               |
| 1985        | ABC Afterschool Specials | еп.7/сезон 3: One Too Many | Ени                       | Питър Хортън         | приключенски, комедия           |
| 1987        | Great Perfomances        | Tales from the Hollywood Hills: Natica Jackson                                                                                  | Натика Джексън            | Пол Богарт           | драма, мюзикъл                  |
| 1995        | Picket Fences            | еп.11/ сезон 3: Freezer Burn | клиентка (неизписано име) | Джо Наполетано       | криминален, драма               |
| 2022        | The First Lady           | в 10 епизода | Бети Форд                 | Аарън Кули           | драма, биографичен, исторически |

| година | заглавие                             | оригинално заглавие              | епизод                                      | роля          | режисьор                                  | филмов жанр            | бел.      |
| ------ | ------------------------------------ | -------------------------------- | ------------------------------------------- | ------------- | ----------------------------------------- | ---------------------- | --------- |
| 1993   | Семейство Симпсън                    | The Simpsons                     | еп. 9/сезон 5: The Last Temptation of Homer | Майнди Симънс | Карлос Беза                               | анимация, комедия      | тв сериал |
| 1994   |                                      | Discovering Women                |                                             | разказвач     |                                           | документален           | тв сериал |
| 1998   | Принцът на Египет                    | The Prince of Egypt              |                                             | Сепфора       | Бренда Чапман, Стив Хийкнър и Саймън Уелс | анимация, приключенски |           |
| 2003   | Синдбад: Легендата за седемте морета | Sinbad: Legend of the Seven Seas |                                             | Ерида         | Тим Джонсън и Патрик Гилмър               | анимация, приключенски |           |

| година | оригинално заглавие | част от                                        | бел.                              |
| ------ | --- | ---------------------------------------------- | --------------------------------- |
| 1981   | Happy Birthday to You | Charlie Chan and the Curse of the Dragon Queen | игрален филм                      |
| 1981   | Everybody's Wild About Mabel | Великолепие в тревата                          | тв филм                           |
| 1981   | „Happy Birthday to You“, „Deck the Halls“, „Good King Wenceslas“ | Изоставените деца                              | тв филм; неизписано име           |
| 1982   | „Who's That Guy?“, „(Love Will) Turn Back the Hands of Time“, „Score Tonight“, „Girl for All Seasons“, „Rock-a-Hula-Luau (Summer Is Coming)“, „Cool Rider“, „We'll Be Together“                          | Брилянтин 2                                    | игрален филм                      |
| 1987   | Someone To Watch Over Me | Вещиците от Истуик                             | игрален филм                      |
| 1988   | Zazueira (Pe de Boi Version) | Омъжена за мафията                             | игрален филм                      |
| 1989   | „The Pea Song“) / (performer: „Feelings“ (Pour Toi), „More Than You Know“, „Can't Take My Eyes Off You“, „Ten Cents a Dance“, „The Look of Love“, „Makin' Whoopee“, „The Pea Song“, „My Funny Valentine“ | Невероятните Бейкър бойс                       | игрален филм                      |
| 1991   | Voices That Care | Voices That Care                               | тв документален късометражен филм |
| 1992   | The Green Grass Grew All Around | Поле на любовта                                | тв филм; неизписанао име          |
| 1996   | The Impossible Dream | Поверително и лично                            | игрален филм                      |
| 1996   | „Do-Re-Mi / My Favorite Things“ | Muppets Tonight                                | тв. сериал, еп.1/сезон 1          |
| 1998   | When You Believe | Принцът на Египет                              | анимационен филм                  |
| 1999   | The Bunny Song | Океанът на живота                              | игрален филм                      |
| 2007   | " (The Legend of) Miss Baltimore Crabs" (2002), „Big, Blonde and Beautiful (Reprise)“ | Лак за коса                                    | игрален филм                      |
| 2007   | Never Forget | Убийство в Ориент експрес                      | игрален филм                      |

| година                        | оригинално заглавие                                                                 | роля                              | режисьор                        | забележки                          |
| ----------------------------- | ----------------------------------------------------------------------------------- | --------------------------------- | ------------------------------- | ---------------------------------- |
| 1985                          | B.B. King: Into the Night                                                           | Саксофонистката/Даяна             | Джон Ландис и Джеф Окюн         | късометражно видео; неизписано име |
| 1991                          | Omnibus (еп. 14/сезон 28 Inside the Russia House)                                   | себе си                           | Ким Еванс                       | тв сериал                          |
| 1991                          | Voices That Care                                                                    | себе си като хористка             | Дейвид С. Джаксън и Джеймс Юкич | тв късометражен                    |
| 1992                          | The Bat, the Cat and the Penguin                                                    | себе си                           | Майк Медоуз и Джон Патисън      | тв късометражен                    |
| 1992                          | Innocence and Experience: The Making of 'The Age of Innocence'                      | себе си                           | Лора Дейвис                     | тв късометражен                    |
| 1993                          | Hollywood (еп. 1/сезон 1 Women Glitz and Glamour)                                   | себе си                           |                                 | тв минисериал                      |
| 1993                          | Hollywood's Leading Ladies with David Sheehan                                       | себе си                           | Роб Кац и Дейвид Шиан           | тв филм                            |
| 1997                          | The American Film Institute Salute to Martin Scorsese                               | себе си                           | Луис Дж. Хорвиц                 | TV Special                         |
| 1998                          | Bravo Profiles: The Entertainment Business                                          | себе си                           |                                 | тв минисериал                      |
| 1998                          | The Uttmost                                                                         | себе си                           | Даяна Чой                       |                                    |
| 1999                          | Telling the Story of Us                                                             | себе си                           | Джеръми Симънс                  | тв късометражен                    |
| 2000                          | 2000 Blockbuster Entertainment Awards                                               | себе си                           |                                 | TV Special                         |
| 2002                          | Becoming Sam                                                                        | себе си                           | Кристин Фугате                  | видео късометражен                 |
| 2003                          | The Making of 'Sinbad: Legend of the Seven Seas'                                    | себе си                           |                                 | видео късометражен                 |
| 2004                          | Biography (еп. Catwoman: Her Many Lives)                                            | себе си                           |                                 | тв сериал                          |
| 2005                          | Shadows of the Bat: The Cinematic Saga of the Dark Knight – Dark Side of the Knight | себе си                           | Константин Насър                | видео късометражен                 |
| 2005                          | Batman Returns Villains: Catwoman                                                   | себе си                           |                                 | видео късометражен                 |
| 1998, 2000, 2002, 2003 и 2007 | HBO First Look (в 5 епизода)                                                        | себе си                           |                                 | тв късометражен сериал             |
| 2007                          | Get Away (еп. 31/сезон 16)                                                          | себе си като ВИП пътешественик    | Майк Конърти                    | тв сериал                          |
| 2007                          | You Can't Stop the Beat: The Long Journey of 'Hairspray'                            | себе си                           | Кейти Лей и Джефри Шварц        | видео                              |
| 2007                          | The Search for Tracy Turnblad                                                       | себе си                           | Дейвид Ноъл                     | видео късометражен                 |
| 2007                          | It's 'Hairspray'!                                                                   | себе си                           | Дейвид Ноъл                     | видео късометражен                 |
| 2007                          | Hairspray: Inside the Recording Booth                                               | себе си                           | Дейвид Ноъл                     | видео късометражен                 |
| 2007                          | 'Hairspray' Extentions                                                              | себе си                           | Кейти Лей                       | видео късометражен                 |
| 2009                          | TV Land Moguls (еп. 6/сезон 1 The 90s)                                              | себе си                           |                                 | тв минисериал                      |
| 2013                          | Don't Say No Until I Finish Talking: The Story of Richard D. Zanuck                 | себе си като интервюирана         | Лоран Бозро                     |                                    |
| 2017                          | The Wizard of Lies: Cast interviews                                                 | себе си като актриса и Рут Мейдоф |                                 | видео късометражен                 |

## Награди и номинации
Към ноември 2021 г. филмовата онлайн база данни IMDB посочва 27 спечелени награди, сред които:
| Година | Награда                                                                                           | Творба                  | Роля             |
| ------ | ------------------------------------------------------------------------------------------------- | ----------------------- | ---------------- |
| 1982   | Награда „Браво Ото“ (Германия) за най-добра актриса                                               |                         | Сюзи Даймънд     |
| 1989   | Награди на Асоциацията на филмовите критици в Лос Анджелис за най-добра актриса                   | Знаменитите Бейкър Бойс | Сюзи Даймънд     |
| 1989   | Награди на Националния съвет на кинокритиците (САЩ) за най-добра актриса                          | Знаменитите Бейкър Бойс | Сюзи Даймънд     |
| 1989   | Награди на Националния съвет на кинокритиците (САЩ) за най-добра актриса                          | Знаменитите Бейкър Бойс | Сюзи Даймънд     |
| 1989   | Награди на Кръга на филмовите критици в Ню Йорк за най-добра актриса                              | Знаменитите Бейкър Бойс | Сюзи Даймънд     |
| 1990   | Награди на Националното дружество на филмовите критици (САЩ) за най-добра актриса                 | Знаменитите Бейкър Бойс | Сюзи Даймънд     |
| 1990   | Награди „Златен глобус“ за най-добра актриса във филм – драма                                     | Знаменитите Бейкър Бойс | Сюзи Даймънд     |
| 1990   | Награди на Асоциацията на филмовите критици в Чикаго за най-добра актриса                         | Знаменитите Бейкър Бойс | Сюзи Даймънд     |
| 1990   | Награда на Филмови награди на Британската академия (БАФТА) за най-добра актриса в поддържаща роля | Опасни връзки           | Мадам дьо Турвел |
| 1993   | Сребърна мечка за най-добра актриса на Международния филмов фестивал в Берлин                     | Поле на любовта         | Лурин Холет      |
| 1993   | Награда „Елвира Нотари“ на Международния филмов фестивал във Венеция                              | Невинни години          | Елена Оленска    |
| 1993   | Награда „Кристал“ на Women in Film Crystal Awards                                                 |                         |                  |
| 1994   | Награда ShoWest на ShoWest Convention (САЩ) за Женска звезда на годината                          |                         |                  |
| 1995   | Hasty Pudding Theatricals (САЩ) за Жена на годината                                               |                         |                  |
| 1996   | Награди „Жените в Холивуд“ на сп. „Ел“ за Икона                                                   |                         |                  |
|        | Награди на Блокбъстър Ентъртеймънт за любима актриса – драма                                      | Опасни връзки           | Мадам дьо Турвел |
| 1997   | Награди на Блокбъстър Ентъртеймънт за любима актриса – Комедия/Романс                             | Един прекрасен ден      | Мелани Паркър    |
| 1999   | Филмов фестивал „Верона Love Screens“ за най-добра актриса                                        | Хиляда акра             | Роуз Кук Люис    |
| 2001   | Награди на Блокбъстър Ентъртеймънт за Любима актриса – Съспенс                                    | Прозрачно минало        | Клер Спенсър     |
| 2002   | Награди на обществото на филмовите критици в Сан Диего за най-добра поддържаща женска роля        | Белият олеандър         | Ингрид Магнусен  |
| 2002   | Награди на кръга на филмовите критици в Канзас Сити за най-добра поддържаща женска роля           | Белият олеандър         | Ингрид Магнусен  |
| 2007   | Звезда на Холивудската алея на славата                                                            |                         |                  |
| 2007   | Холивудска филмова награда за Състав на годината                                                  | Лак за коса             | състав           |
| 2008   | Награда на Международния филмов фестивал в Палм Спрингс за Състав на годината                     | Лак за коса             | състав           |
| 2011   | Награди „Жените в Холивуд“ на сп. „Ел“ за Жена на годината                                        |                         |                  |
| 2012   | Награда CinemaCon (САЩ)                                                                           |                         |                  |
| 2021   | Канадски филмови награди за най-добра актриса в главна роля                                       | French Exit             | Франсис Прайс    |

Към ноември 2021 г. филмовата онлайн база данни IMDB посочва 60 номинации, сред които:
| Година | Номинация | Творба                                  | Роля             |
| ------ | --- | --------------------------------------- | ---------------- |
| 1983   | Награди за млади актьори за най-добра актриса във филм                                                                        | Брилянтин 2                             | Стефани Дзиноне  |
| 1986   | Награди „Сатурн“ на Американска академия за научнофантастични, фентъзи и филми на ужасите за най-добра актриса                | Жената ястреб                           | Изабел д'Анжу    |
| 1989   | Награди „Златен глобус“ за най-добра актриса във филм – мюзикъл или комедия                                                   | Омъжена за мафията                      | Анджела де Марко |
| 1989   | Награда на филмовата академия на САЩ (Оскар) за най-добра актриса в поддържаща роля                                           | Опасни връзки                           | Мадам дьо Турвел |
| 1989   | Награди на Националното дружество на филмовите критици (САЩ) за най-добра актриса в поддържаща роля                           | Опасни връзки                           | Мадам дьо Турвел |
| 1990   | Награда на Филмови награди на Британската академия (БАФТА) за най-добра актриса в поддържаща роля                             | Опасни връзки                           | Мадам дьо Турвел |
| 1990   | Награди „Златен глобус“ за най-добра актриса във филм – драма                                                                 | Отдел „Русия“                           | Катя Орлова      |
| 1990   | Награда на филмовата академия на САЩ за Най-добра актриса в главна роля                                                       | Знаменитите Бейкър Бойс                 | Сюзи Даймънд     |
| 1990   | „Американски комедийни награди“ за най-смешна актриса в главна роля                                                           | Знаменитите Бейкър Бойс                 | Сюзи Даймънд     |
| 1991   | Награда на Филмови награди на Британската академия (БАФТА) за най-добра актриса в главна роля                                 | Знаменитите Бейкър Бойс                 | Сюзи Даймънд     |
| 1991   | Награда „Изборът на зрителите“ (САЩ) за любима киноактриса                                                                    |                                         |                  |
| 1992   | Награди „Златен глобус“ за Най-добра актриса във филм – мюзикъл или комедия                                                   | Франки и Джони                          | Франки           |
| 1992   | Награди Awards Circuit Community за най-добра актриса в поддържаща роля                                                       | Батман се завръща                       | Жената-котка     |
| 1992   | Награди на кръга на филмовите критици в Ню Йорк за най-добра актриса                                                          | Поле на любовта                         | Лорин Холет      |
| 1993   | Награда на филмовата академия на САЩ за Най-добра актриса в главна роля                                                       | Поле на любовта                         | Лорин Холет      |
| 1993   | Награди „Златен глобус“ за най-добра актриса във филм – драма                                                                 | Поле на любовта                         | Лорин Холет      |
| 1993   | Награда „Блимп“ на Наградите Kids' Choice за най-любима филмова актриса                                                       | Батман се завръща                       | Жената-котка     |
| 1993   | Филмови награди на MTV за най-добра целувка (споделена)                                                                       | Батман се завръща                       | Жената-котка     |
| 1993   | Филмови награди на MTV за най-желана жена                                                                                     | Опасен ум                               | Луан Джонсън     |
| 1994   | Награди „Златен глобус“ за най-добра актриса във филм – драма                                                                 | Невинни години                          | Елена Оленска    |
| 1994   | Давид на Донатело за най-добра чуждестранна актриса                                                                           | Невинни години                          | Елена Оленска    |
| 1994   | Награди на филмовите критици на Далас-Форт Уорт за най-добра актриса                                                          | Невинни години                          | Елена Оленска    |
| 1995   | Награди „Сатурн“ на Американска академия за научнофантастични, фентъзи и филми на ужасите за най-добра актриса                | Вълк                                    | Лора Олдън       |
| 1996   | Награда „Блимп“ на Наградите Kids' Choice за най-любима актриса                                                               | Един прекрасен ден                      | Мелани Паркър    |
| 1996   | Награда „Браво Ото“ за най-добра актриса                                                                                      |                                         |                  |
| 1996   | Филмови награди на MTV за най-желана жена и за най-добро женско изпълнение                                                    | Опасен ум                               | Луан Джонсън     |
| 1999   | Филмова награда на „Онлайн филмовата и телевизионна асоциация“ за най-добра музика за оригинална песен (споделена)            | When You Believe" в „Принцът на Египет“ |                  |
| 2001   | Награди „Сатурн“ на „Американска академия за научнофантастични, фентъзи и филми на ужасите“ за най-добра актриса              | Прозрачно минало                        | Клер Спенсър     |
| 2002   | Награди на Асоциацията на филмовите критици от Вашингтон за най-добра актриса в поддържаща роля                               | Белият олеандър                         | Ингрид Магнусен  |
| 2003   | Награди на „Гилдията на екранните актьори“ за изключителна актриса в поддържаща роля                                          | Белият олеандър                         | Ингрид Магнусен  |
| 2003   | Италиански онлайн филмови награди за най-добра поддържаща актриса                                                             | Белият олеандър                         | Ингрид Магнусен  |
| 2007   | Награди „Скрийм“ за най-лош злодей                                                                                            | Звезден прах                            | вещицата Ламия   |
| 2008   | Награди „Сатурн“ на Американска академия за научнофантастични, фентъзи и филми на ужасите за най-добра поддържаща женска роля | Звезден прах                            | вещицата Ламия   |
| 2008   | Награди на „Гилдията на екранните актьори“ за изключителен актьорски състав – филм                                            | Лак за коса                             | Уилма фон Тасъл  |
| 2008   | Награди Gold Derby за групово изпълнение                                                                                      | Лак за коса                             | състав           |
| 2008   | Награда „Жорж“ на Руските национални филмови награди за най-добра чуждестранна актриса                                        |                                         |                  |
| 2009   | Награда „ЕДА Женски фоус“ на Алианса на филмовите журналистки (САЩ) за актрисата, противопоставяща се на възрастта и ейджизма | Лично                                   | Линда            |
| 2010   | Награда „Феликс“ на Наградите 20/20 за най-добра актриса                                                                      | Знаменитите Бейкър Бойс                 | Сюзи Даймънд     |
| 2013   | Награда „Изборът на зрителите“ (САЩ) за любима киноикона                                                                      |                                         |                  |
| 2014   | Награда „Жорж“ на Руските национални филмови награди за най-добра чуждестранна актриса на десетилетието                       |                                         |                  |
| 2016   | All Def филмови награди за най-отзивчив бял човек                                                                             | Опасен ум                               | Луан Джонсън     |
| 2017   | Награда „Одисей“ за най-добра актриса в поддържаща роля                                                                       | Майко!                                  | жена             |
| 2017   | Награди Fright Meter за най-добра актриса в поддържаща роля                                                                   | Майко!                                  | жена             |
| 2017   | Праймтайм награди „Еми“ за изключителна поддържаща актриса – ограничен сериал или филм                                        | Магьосникът на лъжите                   | Рут Мейдоф       |
| 2018   | Награди „Златен глобус“ за най-добра поддържаща женска роля – телевизия                                                       | Магьосникът на лъжите                   | Рут Мейдоф       |
| 2018   | Награди „Сателит“ за най-добра актриса в минисериал или телевизионен филм                                                     | Магьосникът на лъжите                   | Рут Мейдоф       |
| 2018   | Асоциация на филмовите критици от Индиана (САЩ) за най-добра актриса                                                          | Къде е Кира?                            | Кира             |
| 2018   | Награди „Готам“ за независим филм за най-добра актриса                                                                        | Къде е Кира?                            | Кира             |
| 2019   | Американски филмови награди за най-добра актриса                                                                              | Къде е Кира?                            | Кира             |
| 2020   | Награди CinEuphoria за най-добра актриса в поддържаща роля – международен конкурс                                             | Господарката на злото 2                 | Кралица Ингрид   |
| 2021   | Награди „Златен глобус“ за най-добра актриса във филм – мюзикъл или комедия                                                   | French Exit                             | Франсис Прайс    |
| 2021   | Награди „Сателит“ за най-добра актриса в игрален филм – мюзикъл или комедия                                                   | French Exit                             | Франсис Прайс    |